# フランケンシュタインの恋
『フランケンシュタインの恋』（フランケンシュタインのこい）は、日本テレビ系「日曜ドラマ」枠にて2017年4月23日から6月25日まで、毎週日曜22時30分 - 23時25分に放送されたテレビドラマ。主演は綾野剛。
メアリー・シェリー著の『フランケンシュタイン』を題材に、現代日本を舞台としたオリジナルラブストーリーである。前日譚を描いたアニメーション「かいぶつが、生まれた日。」も、公式サイトほかで公開された。放送後の毎週金曜日正午から、Hulu、TVer、GYAO!などのWEB媒体で出演者やスタッフによるオーディオコメンタリーが配信された。RADWIMPSが担当したエンディング曲「棒人間」は第93回ザテレビジョンドラマアカデミー賞ドラマソング賞を受賞した。

## あらすじ
120年前、ある事件をきっかけに生み出された怪物は人間から身を潜めて孤独に生きていた。
しかしある時、怪物は津軽継実という人間の女性に出会い恋に落ちてしまう。津軽の同級生、稲庭聖哉の実家である稲庭工務店に身を寄せることになった怪物は深志研という名で人間界での暮らしを始める。工務店の面々や大学教授の鶴丸十四文など、津軽を取り巻く人々との交流を経て、深志は人間について学び、同時に自らの出生に秘められた真実を少しずつ知っていくこととなる。
悩み相談の投書をきっかけに出演することになったラジオ番組の公開放送の場で力を暴走させてしまい、体調不良者を続出させてしまうなど様々な困難に直面しながらも継実との距離を縮めた深志は、継実の言葉をきっかけに自分が怪物として生まれる前の記憶を思い出す。
120年前、貧しい農家生まれの青年医師・山部呼六は、病の根源を絶つ方法を求めて細菌学などを学び、菌類や伝染病の研究を行っていた医学博士・深志研太郎の助手として働いていた。研究所に入院している患者の栄養状態を改善したいと、新鮮な野菜を手に入れるための農地の借り入れを地主に掛け合った呼六は、そこで出会った地主の娘・サキと惹かれ合うようになる。研究所の手伝いをするようになったサキと穏やかな時間を過ごしていた呼六だが、新種の疫病の患者を看病した際に自らも感染し、深志博士の必死の治療も間に合わず命を落としてしまう。
サキと交流するうちに自らも彼女に淡い恋心を抱くようになっていた深志博士は、後追い自殺を図るほどに憔悴したサキの姿を見るに堪えず、密かに研究していた新型の菌を使って呼六を蘇生しようと試みる。しかし、蘇った呼六は生前の記憶を失っていた上、暴走した菌の力によってサキを死に追いやってしまったのだった。
自らの身に起こった出来事を全て理解した深志は、公開放送での混乱の釈明の場として設けられたラジオ番組で自らの素性を明かし、深志博士のひたむきな恋心によって生み出されたからこそ怪物でありながらも恋ができた、人間の素晴らしさを知ることができたと、周囲への感謝の言葉を伝える。
未知の菌類の力を持った怪物が人間社会に姿を現したことで様々な声が巻き起こる中、深志と継実は改めてお互いの想いに向き合っていく。

## キャスト

### 主要人物
怪物（深志研 / 山部呼六）〈120〉
演 - 綾野剛
本作品の主人公。前者は継美に付けられた仮の名で、後者は本名。120年前、ある事件をきっかけに生み出された不老不死の怪物。穏やかで優しい性格だが、顔には傷跡らしきものがある。自分は人間では無いと認識している。継実に出会うまでは、人間からは姿を消し去り山奥でひっそりと生きていた。
彼の不老不死は特殊な菌類の力だが、感情が昂るとその菌が暴走し、人体に有害な半透明のキノコの形で放出されてしまうため、継実との距離が近づくにつれてその事実に対する悩みを深めていくことになる。しかし、不老不死の源となった菌を解析した聖哉から、感情を穏やかに保てている限りは菌が有毒化することはなく、死者蘇生・不老不死の実験に用いられたように人体の再生力を高める可能性もあることを教えられ、継実への恋心で自らの力を制御し、遺伝性の難病で倒れた継実を救うことに成功する。
津軽継実〈22〉
演 - 二階堂ふみ
大学で農学部に通い、「菌」を研究する理系女子。周囲からは「キンジョ（菌女）」という渾名（あだな）で呼ばれているが、本人は快く思っていない。幼少時から体が弱い。
稲庭聖哉〈24〉
演 - 柳楽優弥
継実と同じ研究室に通う大学院生。怪物からは「先輩」と呼ばれる。継美に想いを寄せており、当初は彼女の心を自分に向けさせようとも試みるが、怪物の無垢な思いに触れて自身も心を動かされ、二人の仲を応援するようになる。

### 稲庭工務店
室園美琴〈20〉
演 - 川栄李奈
元ヤンキー。稲庭に心惹かれる不器用な少女。稲庭工務店の従業員。照れ隠しによく「殺すぞ」と言う。
飯塚光毅〈18〉
演 - 葉山奨之
稲庭工務店の従業員。
宍喰丈〈40〉
演 - 篠原篤
稲庭工務店の従業員。元高校球児。
米子秋良〈26〉
演 - 中村無何有
稲庭工務店の従業員。
玉名瑠以〈25〉
演 - 大西礼芳
稲庭工務店の従業員。
稲庭恵治郎〈55〉
演 - 光石研
稲庭の父。稲庭工務店の社長。

### 怪物が好きなラジオ番組
天草純平〈35〉
演 - 新井浩文
ラジオ番組のレポーター。
牛久輝成〈30〉
演 - 森岡龍
ラジオ番組のスタッフ。
ラジオ局の上司
演 - 黒田大輔
十勝みのる〈46〉
演 - 山内圭哉
ラジオ番組のパーソナリティ。
大宮リリエ〈25〉
演 - 水沢エレナ
ラジオ番組のアシスタントパーソナリティ。

### 津軽家
津軽晴果〈25〉
演 - 田島ゆみか
継美の姉。看護師。
津軽花澄
演 ‐ 小出ミカ
継美の母
日立叶枝〈74〉
演 - 木野花
継実の祖母。
サキ
演 - 二階堂ふみ（二役）
叶枝の祖母の妹。120年前、半透明のキノコに覆われ原因不明の病気で命を落とす。

### その他
鶴丸十四文〈67〉
演 - 柄本明
継実と稲庭の通う、国立富獄大学農学部生命科学研究室の担当教授。
深志研太郎
演 - 斎藤工
怪物を生み出した父である医学博士。120年前、流行り病で死亡した助手の山部呼六を甦らせる実験によって怪物を生み出す。人嫌いゆえに他人を寄せ付けず菌の研究に没頭していたが、サキと出会ってからは彼女の献身的な姿に徐々に心を開き、サキが呼六に思いを寄せていることを知りつつ自らもサキに恋心を抱くようになった。呼六を生き返らせようとしたのもサキを想うがゆえの行動だったが、蘇生した呼六は生前の記憶を失い、さらに自身の力を制御できずにサキに菌を植え付けて死なせてしまう。怪物と化した呼六（後の「深志研」）を山奥の研究小屋に封じたのは罪の意識を感じての行動だった。
タイトルにあるフランケンシュタインとは深志博士のことであり、ドラマのタイトルはその恋心から作り出された存在である怪物のことを示しているという、一種の種明かしと言うべき演出になっている。

## スタッフ
- 脚本 - 大森寿美男
- 演出 - 狩山俊輔、茂山桂則（AXON）、守下敏行
- 音楽 - サキタハヂメ
- 主題歌 - RADWIMPS「棒人間」[14]（3、4、7、8話ではStrings ver.が使用された[15]。）
- 挿入歌 - Uru「しあわせの詩」[16]
- 怪物キャラクターデザイン&衣装デザイン - 澤田石和寛[17]
- 特殊メイク - 小此木謙一郎
- 選曲 - 御園雅也
- 音響効果 - アックス
- VFX - エヌ・デザイン（藤田卓也、朝倉怜）
- 技術協力 - NiTRo、アップサイド、ブル
- 照明協力 - ザ・ホライズン
- 美術協力 - 日テレアート
- スタジオ - 国際放映
- チーフプロデューサー - 伊藤響（第6話まで）、西憲彦（第7話から）
- プロデューサー - 河野英裕、大倉寛子（AXON）
- 制作協力 - AXON
- 制作著作 - 日本テレビ

## 放送日程
| 各話                                                                        | 放送日  | ラテ欄                                                                                  | 演出     | 視聴率 |
| --------------------------------------------------------------------------- | ------- | --------------------------------------------------------------------------------------- | -------- | ------ |
| 第1話                                                                       | 4月23日 | 怪物は人間に恋をした! 人を殺すかもしれない怪物と難病女性の 歳の差100歳のラブストーリー! | 狩山俊輔 | 11.2%  |
| 第2話                                                                       | 4月30日 | 危険な肉体! 早く人間になりたい                                                          | 狩山俊輔 | 07.3%  |
| 第3話                                                                       | 5月07日 | 120年の愛 泣いた怪物…                                                                   | 狩山俊輔 | 08.4%  |
| 第4話                                                                       | 5月14日 | 涙! 世界で一番衝撃的な愛の告白                                                          | 茂山佳則 | 08.0%  |
| 第5話                                                                       | 5月21日 | 毒親に殴り込み!! ついに両想いへ                                                         | 茂山佳則 | 06.1%  |
| 第6話                                                                       | 5月28日 | 好きな人を守るための3つの戦い                                                           | 狩山俊輔 | 06.6%  |
| 第7話                                                                       | 6月04日 | 抱きしめたい 生放送で大パニック                                                         | 守下敏行 | 06.7%  |
| 第8話                                                                       | 6月11日 | 僕が殺したのは…愛した人だった                                                           | 茂山佳則 | 06.3%  |
| 第9話                                                                       | 6月18日 | なぜ怪物に? 120年前の片想い…                                                            | 狩山俊輔 | 07.0%  |
| 最終話                                                                      | 6月25日 | さよなら、人間。衝撃の最終回                                                            | 狩山俊輔 | 07.3%  |
| 平均視聴率 7.5%（視聴率はビデオリサーチ調べ、関東地区・世帯・リアルタイム） |         |                                                                                         |          |        |